# Otto Konz
Otto Friedrich Karl Konz (* 24. Mai 1875 in Tübingen; † 15. Juni 1965 in Stuttgart) war ein deutscher Wasserbauingenieur, der als Schöpfer des Neckarkanals gilt. Konz leitete ab 1908 das hydrografische Büro der Ministerialabteilung für Straßen- und Wasserbau in Stuttgart, das den Neckarkanal plante. Ab 1917 war er als Leiter des Kanalbauamts, ab 1921 als Vorstand der Neckar Aktiengesellschaft für die Ausführung der Arbeiten verantwortlich. Obwohl er bereits 1938 in den Ruhestand getreten war, kehrte er nach dem Zweiten Weltkrieg zurück, um bis ins hohe Alter als Leiter des Südwestdeutschen Kanalbauvereins und Präsident der Wasserstraßendirektion Stuttgart den Wiederaufbau der zerstörten Neckarbrücken und die Fortführung der Neckarkanalisierung zu betreiben.

## Leben

### Herkunft
Otto Konz wurde 1875 in Tübingen als erstes von vier Kindern des Bäckers und Gastwirts Gottlieb Christoph Konz (1848–1916) und seiner Frau Luise Ernestine (1849–1905) geboren. Er besuchte die Realschule in Tübingen, anschließend ab 1891 die Oberrealschule in Reutlingen und von 1893 bis 1897 die Technische Hochschule Stuttgart, wo er nach sieben Semestern die erste Staatsprüfung im Bauingenieurfach mit Zuerkennung der Bezeichnung Regierungsbauführer (Referendar) absolvierte. Während seines Studiums wurde er 1893 Mitglied der Burschenschaft Ulmia Stuttgart. Unmittelbar nach dem Examen wurde er im Mai 1897 vom Präsidenten der württembergischen Ministerialabteilung für den Straßen- und Wasserbau, Karl von Leibbrand, der Straßenbauinspektion in Ellwangen als Assistent von Baurat Stapf zugewiesen. Hier war er zunächst mit der Planung von Straßenbauprojekten betraut. Im November 1899 wurde Konz zur Straßenbauinspektion in Calw versetzt, wo er die Bauleitung der Verbesserung der Staatsstraße von Calw nach Pforzheim innehatte. Von März bis Juli 1900 kam Konz zur Oberbehörde, der Ministerialabteilung für den Straßen- und Wasserbau in Stuttgart. Anschließend bereitete er sich in Tübingen auf das zweite Staatsexamen vor, das die Planung einer Talsperre im Einzugsgebiet der Enz oberhalb von Wildbad umfasste.

### Junger Regierungsbaumeister
Ab März 1901 wurde der frischgebackene Regierungsbaumeister (Assessor) Konz in selbstständiger Weise mit der Planung eines Straßenneubaus zwischen Gechingen und Gärtringen beauftragt. Von September 1901 bis Juni 1902 plante er die Verbesserung der Nagoldtalstraße und im Spätsommer 1902 wurde er mit Sicherungsmaßnahmen des infolge eines Unwetters teilweise verwüsteten Kochertals bei Künzelsau betraut. Von Herbst 1902 bis Juli 1903 war er bei der Straßenbauinspektion in Cannstatt zur Planung der Verlegung der Staatsstraße 42 Stuttgart–Ulm mit Brückenneubau und Änderung des Neckarverlaufs bei Plochingen beauftragt. Anschließend bis Juni 1905 beaufsichtigte er die Durchführung dieser Arbeiten.
Am 8. Juli 1903 heiratete Konz Antonie Weißenburger (* 11. August 1880 in Cannstatt; † 2. März 1966). Das junge Paar mietete sich in einem Neubau bei Plochingen ein. Am 30. April 1904 wurde der Sohn Fritz geboren.

### Konz’ Lebenswerk: Der Neckarkanal
Im September 1905 wurde Konz zum hydrografischen Büro der Ministerialabteilung für Straßen- und Wasserbau versetzt, wo er in Kontakt mit seinem eigentlichen Lebenswerk kam: die Herstellung eines Großschifffahrtsweges auf dem Neckar zwischen Mannheim und Heilbronn sowie weiter nach Plochingen. Im Zuge der ersten Planungen erfolgte im September 1906 eine mehrtägige Studienreise zur Besichtigung von Stau- und Schleusenanlagen an der kanalisierten Moldau und der oberen Elbe sowie der ersten Walzenwehre am Main in Schweinfurt.
Am 11. Mai 1908 wurde Konz zum Leiter des hydrografischen Büros ernannt. Neben Entwurfsbearbeitung und Bearbeitung der Wasserrechtsfragen zählten zu Konz’ Aufgaben auch die Teilnahme an Regierungsverhandlungen zwischen Bayern, Preußen, Elsass und Württemberg im Jahr 1910 über die Einführung von Schifffahrtsabgaben. Nach fünfeinhalb Jahren konnte die technische Kommission am 17. Februar 1911 ein abschließendes Gutachten mit einem Bauentwurf für eine 113 km lange Kanalisierung des Neckars vorlegen. Nebenamtlich war Konz von 1909 bis 1912 außerdem technischer Berater der Stadtdirektion Stuttgart bei den dort anfallenden Aufgaben der Wasserwirtschaft.
Im Mai 1912 zog Konz mit seiner Familie nach Cannstatt. Im selben Jahr wurde er für ein halbes Jahr zum stellvertretenden Vorstand der Straßen- und Wasserbauinspektion Ulm ernannt, wo er die Instandsetzung der durch Hochwasser stark beschädigten Iller zwischen Ferthofen und Ulm leitete. Auf Drängen des Präsidenten der Ministerialabteilung bewarb er sich zu dieser Zeit widerstrebend um das unbeliebte Amt als technischer Kollegialrat bei der Regierung des Schwarzwaldkreises in Reutlingen, in das er auch überraschend berufen wurde, so dass er im Januar 1913 mit seiner Familie dorthin übersiedelte. Die rein bürokratische Beamtentätigkeit machte Konz wenig Spaß und wurde umso belastender, als seine drei Mitarbeiter im Sommer 1914 in den Heeresdienst eingezogen wurden. Der Krieg ließ die Idee des Neckarkanals in den Hintergrund treten, und es vergingen mehr als vier Jahre in Reutlingen, bevor Konz zum Neckarausbau zurückkehren konnte.

### Leiter des Kanalbauamts und der Neckar AG
Während Konz weiterhin Regierungsbeamter war, warb der 1916 gegründete Südwestdeutsche Kanalverein unter seinem Vorsitzenden Peter Bruckmann erfolgreich bei der badischen und der württembergischen Regierung für die baldige Durchführung der Neckarkanalisierung mit einer deutlichen Reduzierung der im Entwurf von 1911 vorgesehenen Anzahl von Schleusen. Im Oktober 1917 richtete daraufhin die Stuttgarter Ministerialabteilung ein Kanalbauamt ein, zu dessen Leiter Konz bestimmt wurde, der kriegsbedingt bis April 1918 aber auch weiterhin seine Reutlinger Tätigkeit an drei Tagen pro Woche zu verrichten hatte und diese anstrengenden fünf Monate des Pendelns zwischen Stuttgart und Reutlingen als die schlimmste Zeit seiner beruflichen Tätigkeit sah. Bis September 1919 entstand ein Entwurf für die Kanalisierung des Neckars für den Betrieb mit 1200-Tonnen-Schiffen von Mannheim bis Plochingen mit 34 Staustufen und 35 Schleusen, der bis 1921 auf 26 Staustufen und 26 Schleusen vereinfacht werden konnte, wovon auf die Strecke Mannheim–Heilbronn 12 und auf die Strecke Heilbronn–Plochingen 14 Staustufen und Schleusen entfielen. Außer an planerischen Aspekten nahm Konz dabei auch an den Verhandlungen der Länder über den Übergang der Wasserstraße in das Eigentum und die Verwaltung des Reiches teil. Am 1. April 1920 wurde er zum württembergischen Oberbaurat ernannt.
Am 4. August 1920 wurde die Neckarbaudirektion mit Sitz in Heilbronn unmittelbar dem Reichsverkehrsministerium unterstellt. Die angemieteten Diensträume befanden sich im Verwaltungsgebäude der Heilbronner Firma Knorr.
Konz unternahm 1920 eine Besichtigungsreise an neuere norddeutsche Schifffahrtsstraßen, von wo er wichtige Anregungen für den Bau effektiverer und sicherer Schleusen mitbrachte, die bereits beim dritten Schleusenneubau in Ladenburg-Feudenheim umgesetzt werden konnten.
Nach Gründung der Neckar Aktiengesellschaft wurde Konz am 2. Juli 1921 neben Otto Hirsch zunächst deren kommissarischer Vorstand, die Gründungsversammlung wählte die beiden trotz hundert anderen Bewerbern auch formell in das Amt. Anfang März 1922 wurde der Amtssitz der Neckarbaudirektion von Heilbronn nach Stuttgart in ein von den Erben des Grafen Zeppelin im Herdweg angemietetes Anwesen verlegt, von wo aus der Ausbau des Neckarkanals und die Errichtung von Stauwehren nach Entwürfen von Paul Bonatz koordiniert wurde.

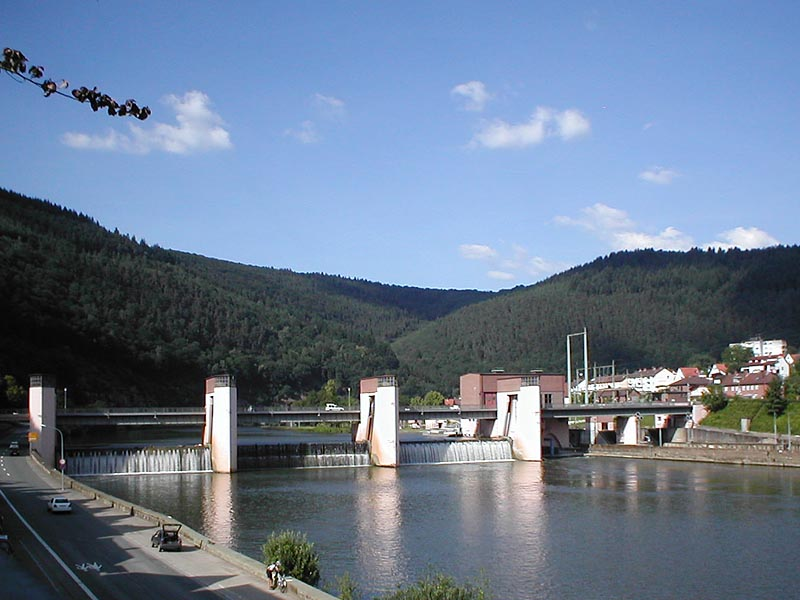
Die Staustufe Hirschhorn ist eines von elf bis 1935 fertiggestellten Stauwehren des Neckars zwischen Mannheim und Heilbronn

Die Inflation und die wirtschaftliche Not der 1920er Jahre wirkten sich auch auf das Kanalbauvorhaben aus: Der Bau bereits begonnener Staustufen wurde vorübergehend stillgelegt, und Konz geriet gelegentlich in Arbeitskämpfe. Auch über Details der Kanalisierung entbrannten zahlreiche Unstimmigkeiten: In Heidelberg bestanden Bedenken gegenüber der geplanten Kanalisierung, was Konz dort den Spitznamen „Melac II“ nach dem Zerstörer der Stadt einbrachte. In Wimpfen geriet er (unschuldigerweise) in Verdacht, an Silvester 1929 die alte Wimpfener Mühle angezündet zu haben, da der Brand die laufenden Ausgleichsverhandlungen wegen des aufgrund der Neckaraufstauung fehlenden Strömungsgefälles beschleunigte. In Cannstatt beeinträchtigten die Neckararbeiten die Schüttung der dortigen Mineralquellen, so dass der Cannstatter Bürgermeister Lautenschlager Konz androhte, ihn im Falle des Versiegens der Quellen aufhängen zu lassen.
1925 wurde Konz der Lehrstuhl für Wasserbau an der Technischen Hochschule Stuttgart angeboten, was er jedoch aus Zeitgründen ablehnen musste, obwohl ihn diese Tätigkeit gereizt hätte. Anlässlich der Hundertjahrfeier der Technischen Hochschule wurde ihm 1929 die Ehrendoktorwürde als Doktor-Ingenieur verliehen. Vortragsreisen führten ihn in zahlreiche Städte in Württemberg, der Schweiz und in Österreich. 1929 bis 1933 war er stellvertretender Vorsitzender des Vereins Deutscher Ingenieure (VDI). In dieser Funktion gelang es ihm im März 1933, die von der NSDAP verlangte Einsetzung von Gottfried Feder als VDI-Vorsitzenden zugunsten eines gemäßigten Partei- und VDI-Mitglieds zu vermeiden.
Da Konz den Nationalsozialisten skeptisch gegenüberstand, wurde er am 2. Juni 1933 bis auf weiteres beurlaubt, konnte jedoch im Oktober 1933 zur Neckarbaudirektion zurückkehren, die 1935 die Fertigstellung der ersten elf Neckar-Staustufen von Mannheim bis Heilbronn-Unterwasser feierte. Da Konz’ Frau als „nichtarisch“ eingestuft war, wurde Konz in Veröffentlichungen des Gauamts für Technik verschiedentlich verunglimpft. Er beantragte daher im Mai 1937 in Berlin seine Versetzung in den einstweiligen Ruhestand. Diesem Antrag wurde vorerst ein halbes Jahr lang nicht stattgegeben, gleichwohl endeten die Verunglimpfungen.

### Erster Ruhestand ab 1938
Als Otto Konz am 1. April 1938 schließlich in den Ruhestand verabschiedet wurde, blieb er dem Neckar und seiner Verwaltung jedoch noch als freier Mitarbeiter bei der Planung eines Neckar-Donau-Kanals 1938/1940 und eines Donau-Bodensee-Kanals 1940/1942 erhalten. Freilich kamen die Arbeiten an laufenden Bauprojekten im Verlauf des Krieges zum Erliegen. Im Winter 1942/1943 distanzierte sich Konz vollends von weiteren Projekten des inzwischen fast vollständig von Parteigenossen besetzten Neckarbauamts und seiner oftmals nicht fachkundigen, dafür hoch in der Parteihierarchie stehenden Vertreter. Nach den Luftangriffen auf Stuttgart wurde seitens der Partei versucht, ihn aus seinem unversehrt gebliebenen Haus auf dem Sonnenberg auszuweisen, wogegen er sich erfolgreich widersetzte.

### Wiederaufnahme des Kanalbaus
Unmittelbar nach Kriegsende beauftragte ihn der neue Stuttgarter Bürgermeister Arnulf Klett am 7. Mai 1945 mit dem Vorsitz des Südwestdeutschen Kanalvereins, dessen vornehmliche Aufgabe die Räumung der im Stadtbereich zerstörten Brücken aus dem Neckarbett und die Errichtung neuer Brücken war. Konz übernahm diese Aufgabe ehrenamtlich von Räumen im Turm des Stuttgarter Tagblatts aus. Am 17. Juli 1945 boten die amerikanischen Besatzungstruppen Konz die Leitung einer neu zu schaffenden Generalwasserstraßendirektion für sämtliche Wasserstraßen der amerikanischen Besatzungszone an, was Otto Konz und nach ihm auch sein Sohn Fritz ablehnten. Am 25. Oktober 1945 wurde ein ehrenamtlicher Brückenbeirat unter Konz bestellt, dem alle Entwürfe neu zu erstellender und seit Kriegsende bereits erstellter Brückenneubauten in Württemberg vorzulegen waren. Später wurde der Aufsichtsbereich dieses Beirats, der bis Dezember 1949 bestand, auch auf Nordbaden ausgedehnt. Am 9. November 1945 wurde Konz durch die Amerikaner sogar die Leitung sämtlicher Wasserstraßen in allen vier Besatzungszonen angeboten, was Konz angesichts seines Alters von inzwischen 70 Jahren trotz in Aussicht gestellten „Gehalts nach Wunsch“ entschieden ablehnte.
Als im Dezember 1945 die Beschlagnahmung des Vermögens der Neckar Aktiengesellschaft durch die Amerikaner bevorstand, willigte Konz ein, als Treuhänder die Verantwortung für die Fortführung des Betriebs zu übernehmen. Er fand manche Bauten, die er 1938 begonnen hatte und die den Krieg überdauert hatten, noch unvollendet vor und musste dringende Bestandssicherungsmaßnahmen durchführen, damit die Bauten nicht durch Eis und Hochwasser zerstört wurden. Außerdem bestanden noch alte Nachforderungen von Unternehmen, die abzugelten waren. Im Verlauf des Jahres 1946 bildete Konz den Neckar-Aktiengesellschaft-Beirat mit dem württembergischen Verkehrsminister und Männern aus Staat und Wirtschaft. Bis Ende 1946 gelang ihm die Befreiung des Unternehmens aus alliierter Vermögenskontrolle, womit die Neckar Aktiengesellschaft im Januar 1947 mit der Wahl eines neuen Aufsichtsrats wieder ihre Geschäfte aufnehmen konnte und Konz’ Tätigkeit als Treuhänder endete. Gleichzeitig wurde er zum Vorstand des Aufsichtsrats bestellt.

### Präsident der Wasserstraßendirektion
Im November 1946 willigte Konz außerdem ein, die Leitung und Wiederingangsetzung der Wasserstraßendirektion Stuttgart zu übernehmen. Anfangs hatte er dieses Ansinnen des Leiters der Hauptverwaltung der Binnenschifffahrt des amerikanischen und britischen Besatzungsgebietes, von Feeden, abermals mit Hinsicht auf sein hohes Alter abgelehnt. Unter dem Eindruck der Wiedersehensfreude mit alten Bekannten bei einer für von Feeden organisierten Neckarbesichtigungsfahrt von Stuttgart nach Gundelsheim willigte er dann dennoch ein. Offiziell wurde er am 1. Februar 1948 zum Präsidenten der Wasserstraßendirektion Stuttgart ernannt. Dieses Amt übte Otto Konz bis zum 30. Juni 1949 aus, bevor er zum zweiten Mal vom Staatsdienst in den Ruhestand entlassen wurde.

### Zweiter Ruhestand, Ehrungen und Tod

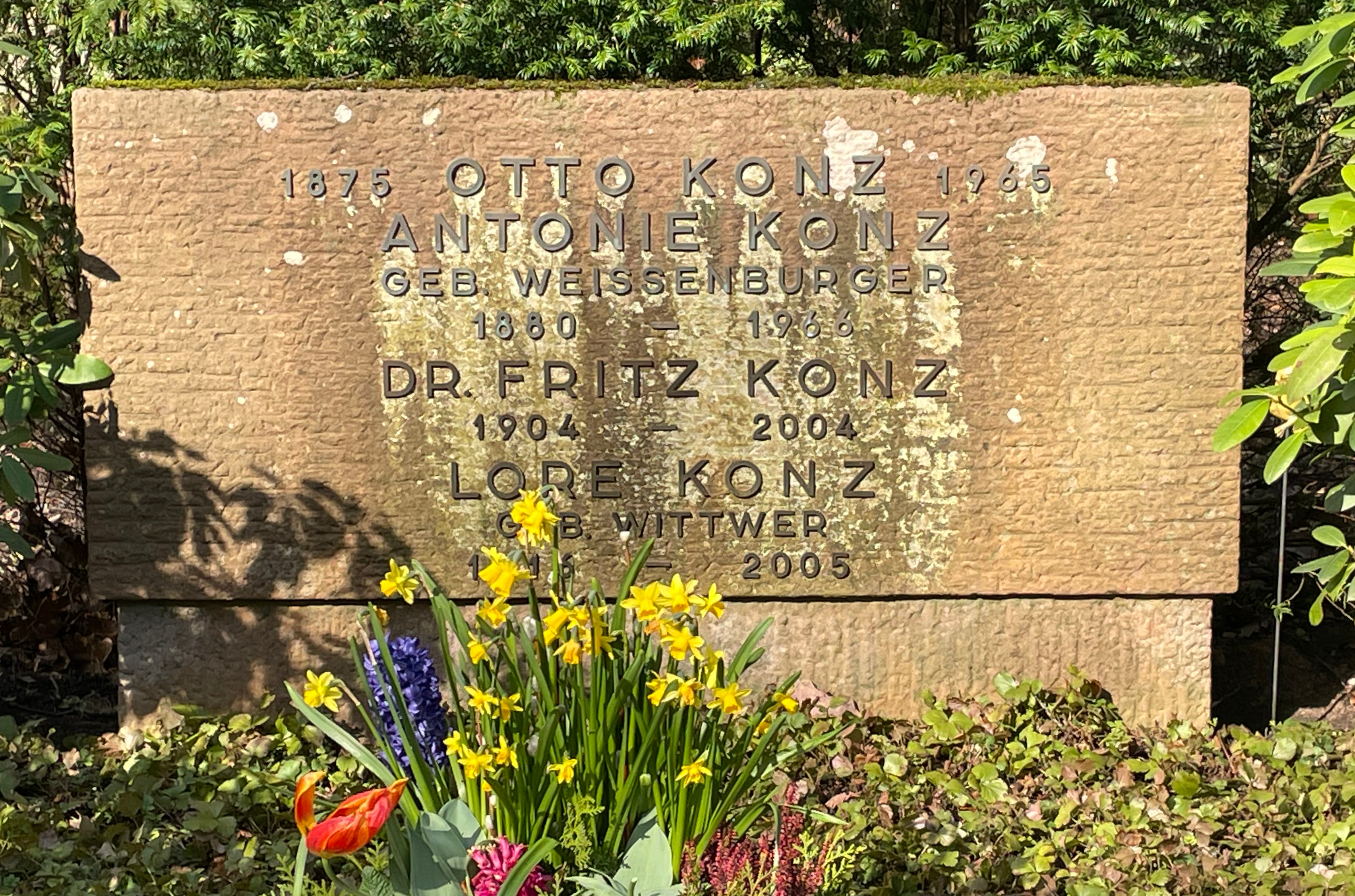
Familiengrab von Otto Konz auf dem Waldfriedhof Stuttgart

Auf seiner Hauptversammlung 1951 ernannte der VDI Otto Konz zu seinem Ehrenmitglied. Am 28. Januar 1952 wurde ihm anlässlich des Ausscheidens aus dem Vorstand der Neckar Aktiengesellschaft das bereits am 28. Dezember 1951 verliehene Große Verdienstkreuz des Verdienstordens der Bundesrepublik Deutschland überreicht. Im selben Jahr war der Neckarkanal bis Stuttgart fertiggestellt. Konz gehörte bis 31. Januar 1953 noch dem Aufsichtsrat der Neckar Aktiengesellschaft an. Anschließend arbeitete er an Planungen für den bis 1958 vollendeten Stuttgarter Hafen. Im Jahr 1955 wurde ihm durch die Stuttgarter Landesregierung die Professorenwürde (Titularprofessur) verliehen, 1958 erhielt er das Große Verdienstkreuz mit Stern des Verdienstordens der Bundesrepublik Deutschland. Das Amt des Vorsitzenden des Südwestdeutschen Kanalvereins behielt Konz bis 15. März 1963, an diesem Tag wurde er zum Ehrenmitglied auf Lebenszeit berufen.
Eine Feier zu seinem 90. Geburtstag im Mai 1965 musste aufgrund einer Erkältung und eines Krankenhausaufenthaltes abgesagt werden. Als Konz sich am 15. Juni 1965 vom Krankenhaus aus auf den Weg zu einer Aufsichtsratssitzung machen wollte, verstarb er unerwartet. Die Vollendung des Neckarkanals, der seit 1968 in Plochingen endet, hat er nicht mehr erlebt. Sein Grab befindet sich auf dem Waldfriedhof in Stuttgart-Degerloch.
In Stuttgart, Heilbronn und Plochingen sind je eine Otto-Konz-Brücke nach dem Planer des Neckarkanals benannt, in Bietigheim, Lauffen und Esslingen eine Otto-Konz-Straße, in Ludwigsburg der Otto-Konz-Weg.